# دينيس بوتسيكاريس
دينيس بوتسيكاريس، من مواليد 21 ديسمبر 1952م، وهو ممثل سينمائي أمريكي من أصل يوناني، شارك بعدة أفلام، ومنها فيلم ذا إكسترمنيتر عام 1980م.